# Portada/article octubre 8

## Thelma i Louise
Thelma i Louise és una road movie de 1991 dirigida per Ridley Scott i guanyadora d'un Oscar. Amb Geena Davis (Thelma) i Susan Sarandon (Louise) en els papers principals, la pel·lícula explica com una excursió de cap de setmana de dues dones es transforma en una fuga a través dels Estats Units. Cal destacar la participació de Harvey Keitel, que interpreta per primera vegada el paper d'un heroi, i de Brad Pitt, per qui aquest llargmetratge significà l'impuls de la seva carrera.